# Manuela Montebrunová
Manuela Montebrunová (* 13. listopadu 1979 Laval) je atletka z Francie.
Získala v letech 2003 a 2005 dvě bronzové medaile v hodu kladivem. Ve finále mistrovství světa 2005 skončila na čtvrtém místě, ale bronzová medaile ji byla v roce 2013, udělena jelikož Olze Kuzenkové byla zbavena zlatá medaile za doping.
Osobní nejlepší hod ma 74,66 metrů, dosažený 11. července 2005 v Záhřebu v Chorvatsku. Odešel z atletiky v červnu 2012.
Původně pátá v olympijském finále 2008 byla Montebrunové udělena bronzová medaile v roce 2016, po diskvalifikaci Aksany Miankovová a Darya Pchelnikové.